# Matthew Town
Matthew Town je hlavní město ostrovů Inagui na Bahamách. Nachází se na jihozápadním pobřeží ostrova Velká Inagua. V roce 2012 zde žilo 430 lidí. Město bylo pojmenováno podle bahamského guvernéra George Matthewa.